# Liste bedeutender pädagogischer Schriften
Diese Liste bedeutender pädagogischer Schriften ist eine lose Sammlung von erziehungshistorisch grundlegenden theoretischen Schriften zur guten Erziehung in Kirche, Schule und Elternhaus.

## Liste

### Antike
- Menon von Platon (428/427–348/347 v. Chr.)
- Politik von Aristoteles (384–322 v. Chr.)

### Chinesisches Kaiserreich
- zwischen 475 und 221 v. Chr. – Gespräche des Konfuzius (孔子論語, K'ung-Tzu Lun Yü)
- 2. Jahrhundert v. Chr. – Buch der Riten (禮記, Li Chi)
- um 225 – Schulgespräche (家語, Gia Yü) von Wang Su (王肅, 195–256)

### Kirchenväter
- Der Erzieher (Παιδαγωγός Paidagogós) von Clemens von Alexandria (≈150–≈215)
- De Catechizandis Rudibus von Augustinus von Hippo (354–430)

### Europäisches Mittelalter
- De institutione clericorum von Hrabanus Maurus (780–856)
- De eruditione filiorum nobilium von Vinzenz von Beauvais (zwischen 1184 und 1194–1264)
- um 1257/1258 – De magistro von Thomas von Aquin (1225–1274)
- 14. Jahrhundert – How the Goode Wife Taught Hyr Doughter[1]; How the Goode Man Taught Hys Sone[2]

### Renaissance und Reformation
- 1520 – Sermon von den guten Werken von Martin Luther (1483–1546)
- 1522/1523 – Geistliche Übungen von Ignatius von Loyola (1491–1556)
- 1529 – De pueris statim ac liberaliter instituendis von Erasmus von Rotterdam (1466/1467/1469–1536, Niederlande, Schweiz)
- 1530 – De civilitate morum puerilium von Erasmus von Rotterdam

### Frühe Neuzeit
- 1577 – The Boke of Nurture, Or Schoole of Good Maners von Hugh Rhodes (UK)[3]
- 1657 – Didactica magna von Johann Amos Comenius (1592–1670)
- 1693 – Einige Gedanken über Erziehung (Some Thoughts Concerning Education) von John Locke (1632–1704, UK)
- 1724–1804 – Vorlesungen über Pädagogik von Immanuel Kant (1724–1804)
- 1762 – Emile oder über die Erziehung von Jean-Jacques Rousseau (1712–1778, Schweiz/Frankreich)
- 1787 – Thoughts on the Education of Daughters von Mary Wollstonecraft (1759–1797, UK)

### Moderne
- 1795 – Über die ästhetische Erziehung des Menschen von Friedrich Schiller (1759–1805)
- 1797 – Versuch über die physische Erziehung der Kinder von Ferdinand Wurzer[4]
- 1798 – Practical Education von Maria Edgeworth (1767–1849, Irland)
- 1801 – Wie Gertrud ihre Kinder lehrt von Johann Heinrich Pestalozzi (1746–1827, Schweiz)
- 1809 – Königsberger Schulplan von Wilhelm von Humboldt (1767–1835)
- 1826 – Pädagogische Vorlesungen von 1826 von Friedrich Schleiermacher (1768–1834)
- 1831 – The Mother's Book von Lydia Maria Child (1802–1880, USA)[5]
- 1835/1841 – Umriss pädagogischer Vorlesungen von Johann Friedrich Herbart (1776–1841)
- 1871 – Gentle Measures in the Management and Training of the Young von Jacob Abbott (1803–1879, USA)[6]
- 1890 – Petit traité des punitions et des récompenses à l'usage des maîtres et des parents von Félix Hément (1827–1891, Frankreich)[7]
- 1908 – On the Training of Parents von Ernest Hamlin Abbott (1870–1931, USA)[8]
- 1908 – Erziehungskunst von Rudolf Steiner (1861–1925)
- 1909 – Selbsttätige Erziehung im frühen Kindesalter (Il metodo della pedagogia scientifica) von Maria Montessori (1870–1952, Italien)
- 1916 – Democracy and Education von John Dewey (1859–1952, USA)
- 1922 – The Punishment of Children von Felix Adler (1851–1933, Deutschland/USA)[9]
- 1925 – Sisyphos oder die Grenzen der Erziehung von Siegfried Bernfeld (1892–1953, Österreich)
- 1927 – Führen oder Wachsenlassen von Theodor Litt (1880–1962)
- 1933 – The Mis-Education of the Negro von Carter G. Woodson (1875–1950, USA)
- 1960 – Theorie und Praxis der antiautoritären Erziehung (Summerhill: A Radical Approach to Child Rearing) von A. S. Neill (1883–1973, UK)
- 1963 – Studien zur Bildungstheorie und Didaktik von Wolfgang Klafki (1927–2016)
- 1966 – Erziehung nach Auschwitz von Theodor W. Adorno (1903–1969)[10]
- 1971 – Erziehung zur Mündigkeit von Theodor W. Adorno
- 1985 – Neue Studien zur Bildungstheorie und Didaktik von Wolfgang Klafki